# Baby Face (sang fra 1926)
 For alternative betydninger, se Baby Face. (Se også artikler, som begynder med Baby Face)
Baby Face er en amerikansk sang udgivet i 1926 med melodi af Tin Pan Alley-komponisten Harry Akst og tekst af Tin Pan Alley-sangskriveren Benny Davis. Baby Face er blevet indspillet af mange kunstnere på grammofonplade, både på den tid og også siden, deriblandt Al Jolson og The Revelers. Det var dog Jan Garber der havde et hit med sangen 1926. Jørgen Krabbenhøft havde hitlisteplaceringer i 1976 med en dansk udgave kaldet Baby Fjæs.